# Taki (personaggio)
Taki (タキ?), talvolta scritto 多喜, è un personaggio della serie videoludica Soulcalibur della Namco. Fa la sua prima apparizione in Soul Blade. Ciò che contraddistingue la sua anima è l'onore.
È una kunoichi e cacciatrice di demoni che si è prefissa lo scopo di distruggere la Soul Edge. Insieme a Siegfried Schtauffen e Heishiro Mitsurugi è uno dei personaggi che compare in tutti i titoli della serie Soul tranne nel 5º capitolo, dove è sostituita da Natsu. Nel manga ha un ruolo molto importante, poiché riesce ad uccidere Cervantes de Leon e a distruggere Nightmare.
In Soul Blade viene soprannominata Cacciatrice dell'oscurità (闇の狩人?, Yami no Garibito), in Soulcalibur Ombra di demone sigillante (封魔の朧影?, Fūma no Oborokaze) e infine nei titoli seguenti Spada sigillata del dio della velocità (神速の封刃?).

## Videogioco
Fermo restando che Mitsurugi è stato sostituito da Arthur in alcune edizioni del gioco e che Siegfried era diventato Nightmare in Soulcalibur II, Taki è l'unico personaggio che compare in tutti i titoli come se stessa e Katsutoshi Sasaki, direttore di Soulcalibur III la definisce come il suo personaggio preferito della serie.

### Storia

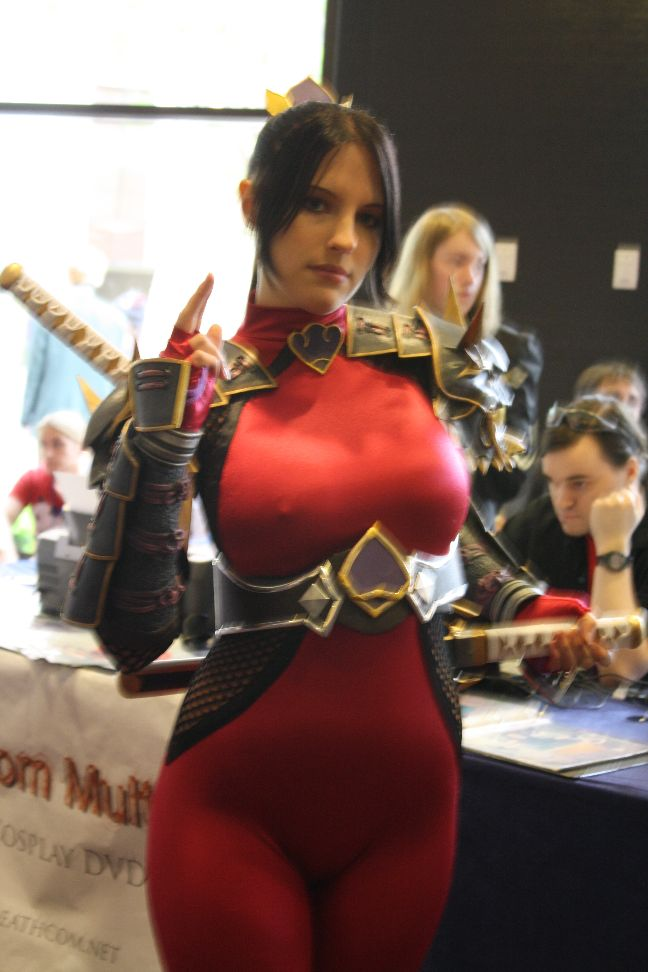
Cosplay di Taki

Taki compare già in Soul Blade nel 1996 tra gli otto personaggi iniziali, come una ventiduenne cacciatrice di demoni dell'epoca Sengoku, adottata dal clan ninja Fu-Ma in qualità di orfana e nel frattempo divenuta kunoichi, abile spia e fabbro. A causa di uno scontro con un demone rintanato in un tempio, l'arma di Taki "Rekkimaru" fu sensibilmente indebolita. Una volta scoperto che il motivo era da ricondursi alla Soul Edge, si mise in viaggio al fine di distruggerla per salvare il suo tesoro di famiglia. Si scontrò dapprima con Cervantes, riuscendo a sconfiggerlo e ad ottenere un frammento di spada; poi salvò Sophitia, la quale le diede un piccolo frammento di spada demoniaca da mettere in Rekkimaru. La lama però rifiutava il frammento e Taki decise di inserirlo nell'altra sua arma "Mekkimaru", dalla quale provenne una grande aura maligna. Al fine di distruggerla la nuova arma demoniaca, Taki pensò di contrastare la Soul Edge in modo tale da frantumarle entrambe.
Taki entra in possesso di Mekkimaru grazie al vecchio leader del clan Fu-Ma, il quale era diventato un nukenin e aveva rubato la spada appartenente a Toki, il maestro di Taki. Toki le ordinò di andarla a riprendere e di uccidere il vecchio maestro e sua figlia. Tuttavia Taki fu messa in guardia rispetto all'ossessione del suo maestro per la spada demoniaca e quindi tradì lui e il suo villaggio scappando con la spada, divenendo a sua volta una nukenin. Dopo sette anni ritorna in Soulcalibur II e durante i fatti di tale capitolo, viene attaccata dai ninja inviati ad ucciderla, sconfiggendoli. Taki però non riusciva a distruggere la spada demoniaca e decise di proseguire il suo viaggio alla ricerca di informazioni su come mettere in salvo lei e il suo maestro.
Quattro anni dopo aver lasciato il villaggio, la ventinovenne Taki ritorna in Giappone dove scopre che il clan è stato smembrato a causa di conflitti interni. Viene a sapere che il suo maestro è stato posseduto dai demoni e quindi lo incontra nel grande santuario buddhista Hōkō-ji dove lo sconfigge scacciando i demoni. Ma poiché era conscia che questi si stessero dirigendo verso la Soul Edge decide di mettersi in viaggio verso ovest. Giunta al castello di Ostrheinsburg assiste allo scontro tra Siegfried e Nightmare per la distruzione delle spade. Nel suo finale di Soulcalibur IV Taki sconfigge Siegfired, che si cristallizza insieme alla spada demoniaca. Il testo finale recita: Non si sa come Taki abbia vissuto la sua vita da lì in poi. Ha sigillato un male enorme ed è scomparsa nella storia.
Nonostante fosse stato annunciato il ritorno di Taki in Soulcalibur V, dopo 17 anni dagli ultimi eventi, al momento della distribuzione è stata eliminata e viene sostituita da un nuovo personaggio, la sua apprendista Natsu.

### Altre apparizioni
Taki compare anche nel crossover picchiaduro Namco × Capcom in rappresentanza di Soulcalibur insieme a Mitsurugi. Fa inoltre squadra con Jin Kazama e Ryu nel videogioco Bravoman per Wii. Nel 2009 i costumi di Taki e Mitsurugi sono stati entrambi pubblicati come contenuto scaricabile per il videogioco Tales of the World: Radiant Mythology.

## Design
Taki era stata originariamente concepita sul modello di Yoshimitsu, con un grande elmo e con abiti allentati. Quando appare invece nella versione definitiva è una donna formosa, con una maschera di ferro e una tutina parzialmente blindata. I colori base dei suoi costumi sono il rosso cremisi e il blu marino.
Solitamente ha i capelli legati a coda di cavallo, tranne nel secondo costume di Soulcalibur II in cui i capelli sono sciolti e per la prima volta è possibile vedere Taki senza maschera. Per quanto riguarda il suo costume in Soulcalibur V, in cui avrà 46 anni, il produttore Hisaharu Tago scherza dicendo che non si sa se le faranno indossare una calzamaglia.
Taki utilizza sin da Soul Blade la sua lama Rekkimaru, con la sola aggiunta di Mekkimaru per lo stile a doppia arma, quindi è rimasta una dei pochi personaggi a mantenere l'arma originale. Tra le altre armi a disposizione ha uno jitte, un kunai, un tantō e un ventaglio d'acciaio.